# にっぽんの温泉100選
にっぽんの温泉100選（にっぽんのおんせんひゃくせん）とは、観光・旅行業界の専門新聞「観光経済新聞」の発行元である観光経済新聞社が1年に1度実施する温泉ランキングである。

## 概要
- インターネットでの口コミランキングなどとは異なり、旅行会社社員を対象とした専用ハガキ投票により決まる。
- 投票ハガキは完全記名式で、捺印も必要。
- 2009年12月に発表された「第23回にっぽんの温泉100選」によると、1位は群馬県の草津温泉で、7年連続で1位を獲得した。2位は北海道の登別温泉、3位は大分県の由布院温泉である[1]。